# Jun’ichi Watanabe (Fußballspieler)
Jun’ichi Watanabe (jap. 渡辺 淳一, Watanabe Jun’ichi; * 20. Mai 1973 in der Präfektur Tokio) ist ein ehemaliger japanischer Fußballspieler.

## Karriere
Watanabe erlernte das Fußballspielen in der Jugendmannschaft von Yomiuri. Seinen ersten Vertrag unterschrieb er 1992 bei Verdy Kawasaki. Der Verein spielte in der höchsten Liga des Landes, der J1 League. Mit dem Verein wurde er 1993 und 1994 japanischer Meister. Für den Verein absolvierte er 36 Erstligaspiele. 1999 wechselte er zum XV de Jaú. 2000 wechselte er zum Zweitligisten Shonan Bellmare. Für den Verein absolvierte er 39 Spiele. Ende 2001 beendete er seine Karriere als Fußballspieler.

## Erfolge
Verdy Kawasaki
- J1 League

Meister: 1993, 1994
Vizemeister: 1995
- J.League Cup

Sieger: 1992, 1993, 1994
Finalist: 1996
- Kaiserpokal

Sieger: 1996
Finalist: 1992